# ستيسي باون
ستيسي باون (ولد في 17 كانون الأول / ديسمبر 1969) عداءة كندية متقاعدة نافست في المقام الأول ضمن سباق 200 متر .  لقد مثلت بلادها في بطولة العالم لعام 1993 حيث وصلت إلى الدور ربع النهائي.

## روابط خارجية
- ستيسي باون على موقع الاتحاد الدولي لألعاب القوى (الإنجليزية)
- ستيسي باون على موقع الاتحاد الكندي لألعاب القوى (الإنجليزية)
- ستيسي باون على موقع اتحاد ألعاب الكومنولث (مؤرشف) (الإنجليزية)